# We Love MMA
We Love MMA ist mit bisher 48 Events seit 2010 die größte Mixed-Martial-Arts-Veranstaltungsreihe im deutschsprachigen Raum.

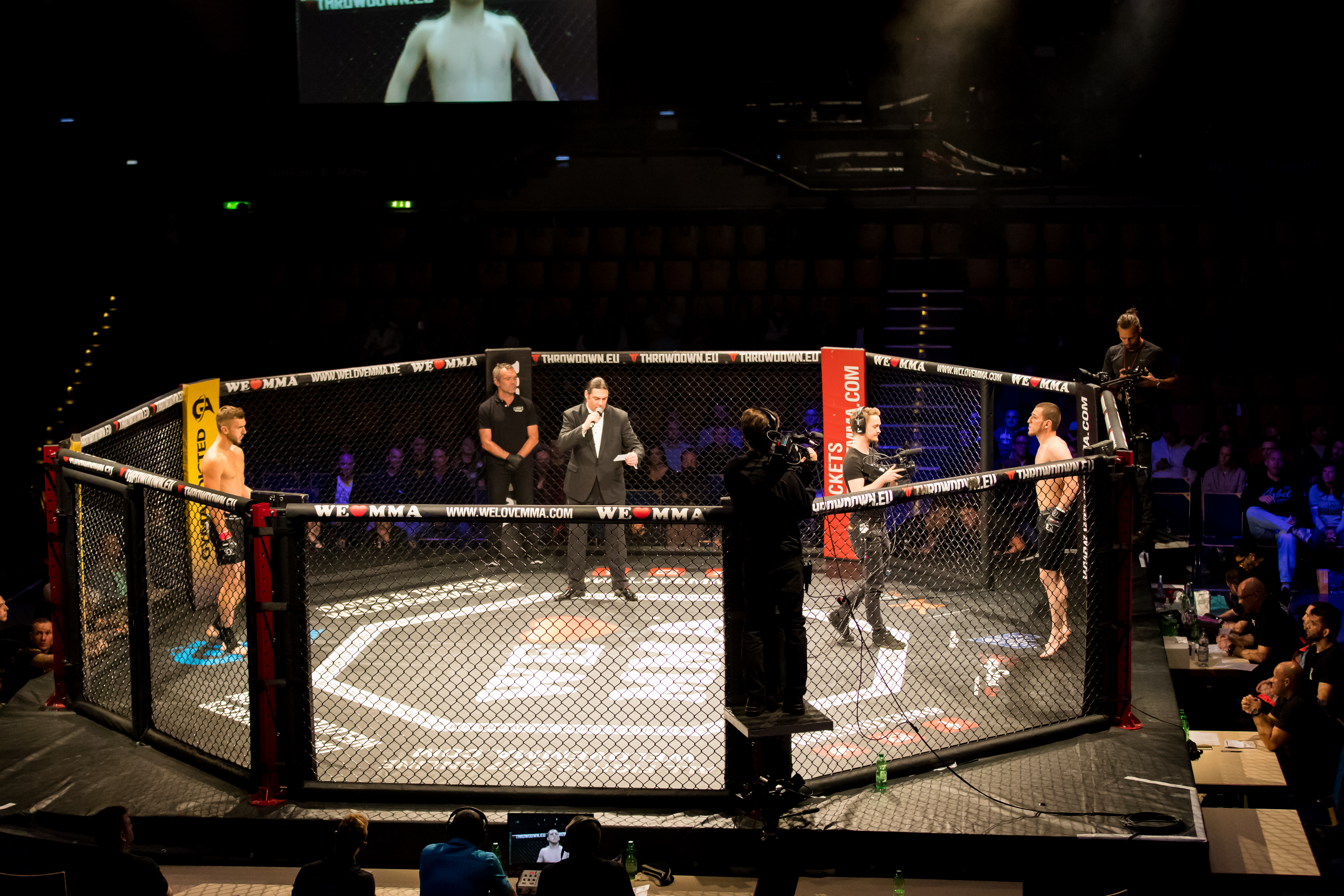
Kämpfer, Ringrichter und Moderator vor einem MMA-Kampf

## Regeln und Gewichtsklassen
Die Veranstaltungen von We Love MMA werden von der Grappling and Mixed Martial Arts Association e.V. (GAMMA²) sanktioniert.
Das Regelwerk orientiert sich an den Unified Rules of Mixed Martial Arts, die auch von der Ultimate Fighting Championship (UFC) verwendet werden.
Kämpfe gehen normalerweise über drei fünfminütige Runden.
Den ersten Titelkampf im Mittelgewicht bestritten Dustin Stoltzfus und Mario Wittmann, bei dem Dustin Stoltzfus als Sieger und somit erster Titelträger von We Love MMA hervorging. Der derzeitige Champion im Weltergewicht ist Adrian Zeitner, während Kam Gairbekov den Leichtgewichtstitel hält. 
Für jede Gewichtsklasse wird eine Rangliste geführt.

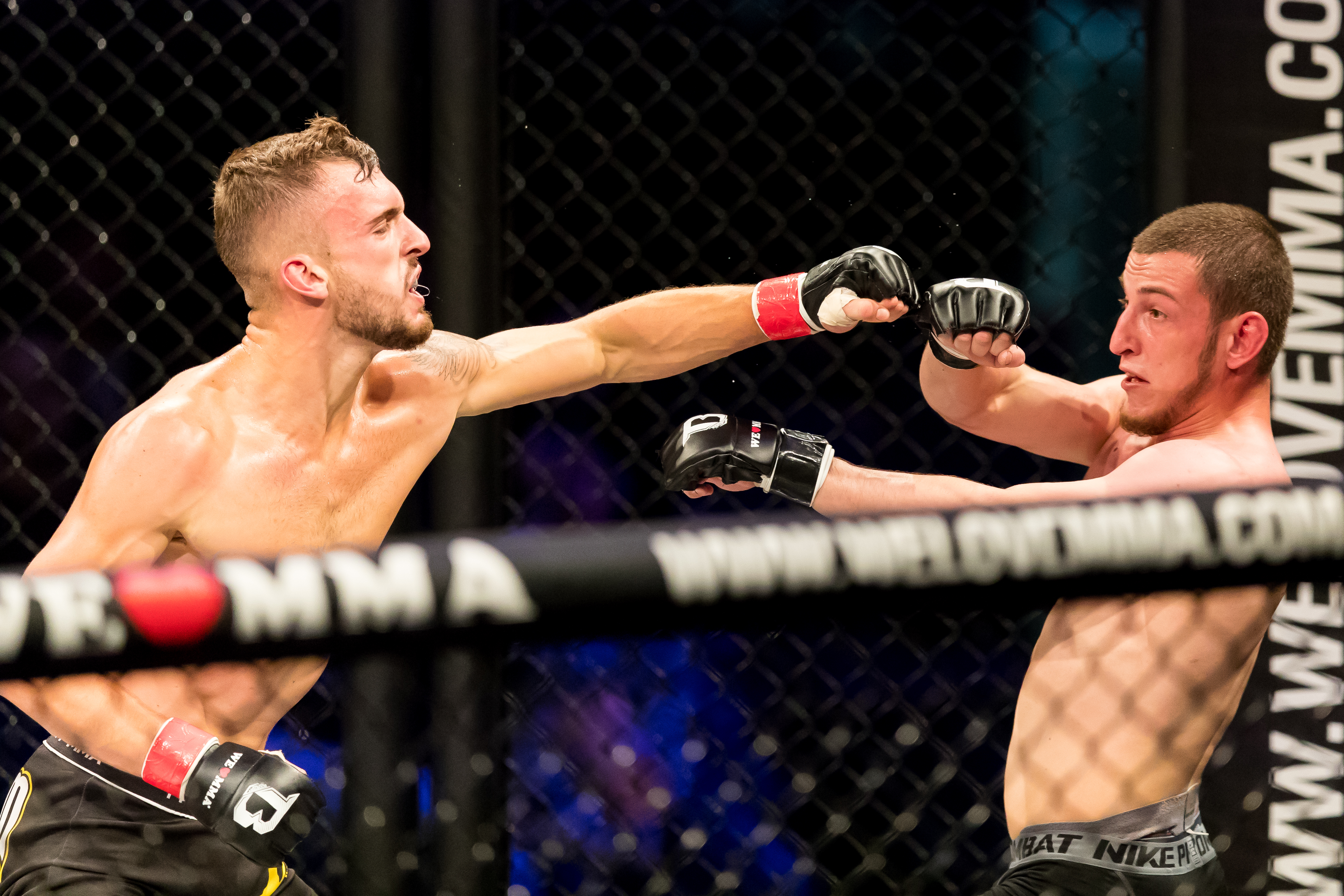
Zwei Kämpfer während eines Kampfes

### Herren

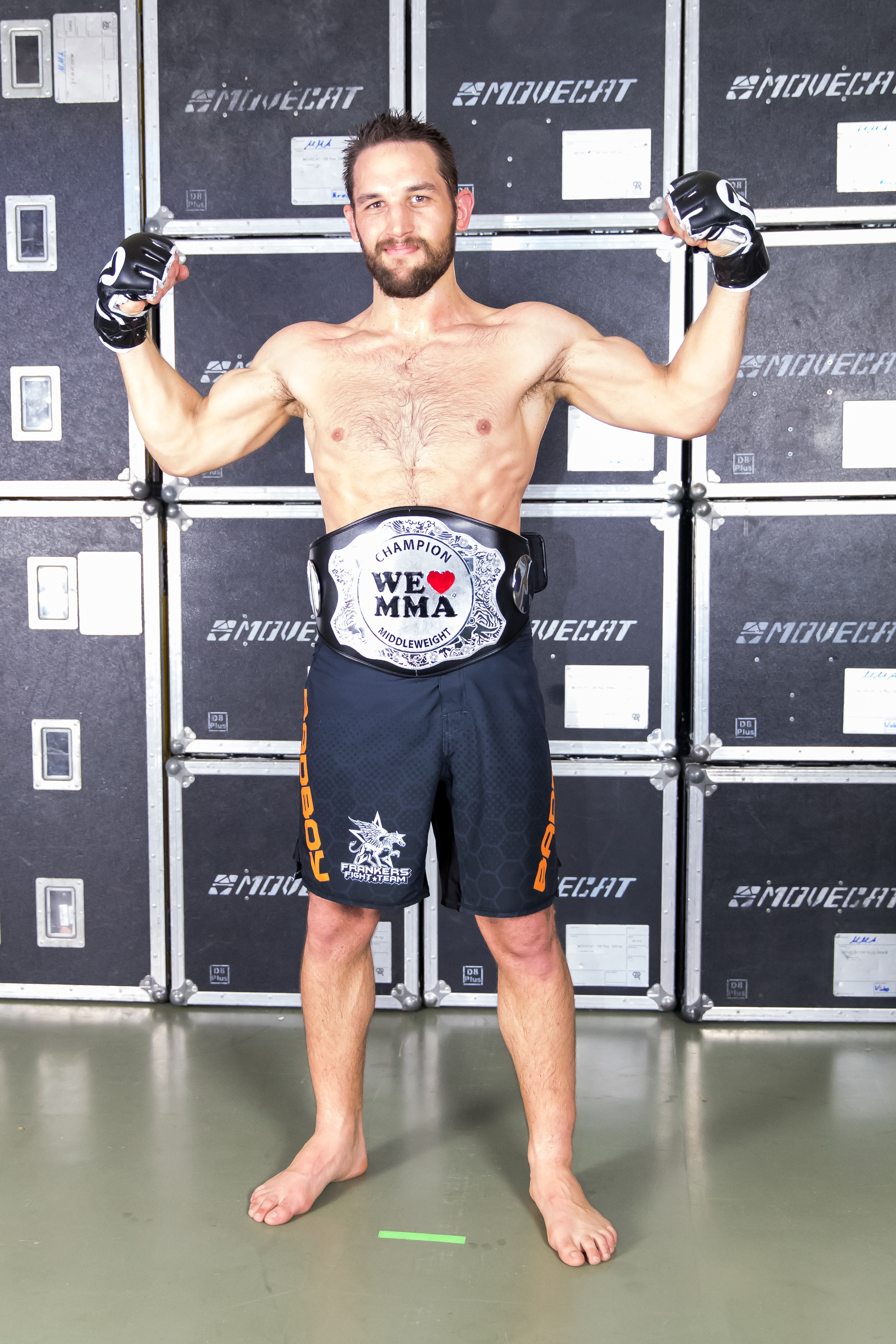
Dustin Stoltzfus gewinnt die Meisterschaft im Mittelgewicht in Ludwigshafen (April 2017)

| Gewichtsklasse    | Gewichtslimit | Nr. 1 der Rangliste  | Titelinhaber     |
| ----------------- | ------------- | -------------------- | ---------------- |
| Schwergewicht     | bis 120 kg    | Ben Adwubi           |                  |
| Halbschwergewicht | bis 93 kg     | Lomali Hutaev        |                  |
| Mittelgewicht     | bis 84 kg     | Tomasz Skrzypek      | Dustin Stoltzfus |
| Weltergewicht     | bis 77 kg     | Tomasz Sobczak       | Adrian Zeitner   |
| Leichtgewicht     | bis 70 kg     | Amin Cherkaoui       | Kam Gairbekov    |
| Federgewicht      | bis 66 kg     | Edris Edi Rafigh     |                  |
| Bantamgewicht     | bis 61 kg     | Frederico Gutzwiller |                  |
| Fliegengewicht    | bis 57 kg     | --                   |                  |

(Stand 29. April 2019)

### Damen
| Gewichtsklasse | Gewichtslimit | Nr. 1 der Rangliste  |
| -------------- | ------------- | -------------------- |
| Mittelgewicht  | bis 84 kg     | --                   |
| Weltergewicht  | bis 77 kg     | --                   |
| Leichtgewicht  | bis 70 kg     | Katharina Albinos    |
| Federgewicht   | bis 66 kg     | Katharina Albinos    |
| Bantamgewicht  | bis 61 kg     | Anna Isabella Hübsch |
| Fliegengewicht | bis 57 kg     | Daniela Kortmann     |
| Strohgewicht   | bis 52 kg     | --                   |
| Atomgewicht    | bis 47 kg     | --                   |

(Stand 29. April 2019)

## Geschichte
Die ersten sechs Veranstaltungen von We Love MMA fanden in den Jahren 2010 bis 2013 allesamt in der Berliner Universal Hall statt.
Die Serie begann in Kooperation mit der 2013 aufgelösten German Free Fight Association (FFA). Aus diesem Grund listet die MMA-Datenbank Sherdog.com FFA und We Love MMA zusammen und kommt dabei auf 63 Veranstaltungen und mehr als 500 Matches.
2014 gab es die ersten Events außerhalb Berlins, in Oberhausen, Hamburg und Stuttgart.
Nach sechs Veranstaltungen in Deutschland im Jahr 2015 erfolgte 2016 die Expansion nach Österreich (Wien) und in die Schweiz (Basel).
Zu den festen Standorten gehören auch Arenen in Ludwigshafen, Dresden, Hannover und München. 2019 feierte We Love MMA Premiere im Castello in Düsseldorf und in der Saarlandhalle in Saarbrücken. Insgesamt gab es bisher 48 Veranstaltungen, weitere sind für 2019 und bereits für 2020 in Planung.
| Nr. | Datum              | Ort          | Arena                 |
| --- | ------------------ | ------------ | --------------------- |
| 54  | 14. März 2020      | München      | Kleine Olympiahalle   |
| 53  | 29. Februar 2020   | Hannover     | Swiss Life Hall       |
| 52  | 18. Januar 2020    | Düsseldorf   | Castello Düsseldorf   |
| 51  | 14. Dezember 2019  | Berlin       | Mercedes-Benz Arena   |
| 50  | 19. Oktober 2019   | Hamburg      | Barclaycard Arena     |
| 49  | 28. September 2019 | Stuttgart    | Carl Benz Arena       |
| 48  | 18. Mai 2019       | Saarbrücken  | Saarlandhalle         |
| 47  | 23. März 2019      | Düsseldorf   | Castello Düsseldorf   |
| 46  | 23. Februar 2019   | München      | Kleine Olympiahalle   |
| 45  | 2. Februar 2019    | Hannover     | Swiss Life Hall       |
| 44  | 8. Dezember 2018   | Berlin       | Mercedes-Benz Arena   |
| 43  | 24. November 2018  | Hamburg      | Barclaycard Arena     |
| 42  | 20. Oktober 2018   | Dresden      | Messe Dresden         |
| 41  | 29. September 2018 | Stuttgart    | Carl Benz Arena       |
| 40  | 2. Juni 2018       | Oberhausen   | König-Pilsener-Arena  |
| 39  | 7. April 2018      | Ludwigshafen | Friedrich-Ebert-Halle |
| 38  | 24. Februar 2018   | München      | Kleine Olympiahalle   |
| 37  | 27. Januar 2018    | Hannover     | Swiss Life Hall       |
| 36  | 16. Dezember 2017  | Berlin       | Mercedes-Benz Arena   |
| 35  | 2. Dezember 2017   | Basel        | St. Jakobshalle       |
| 34  | 18. November 2017  | Hamburg      | Barclaycard Arena     |
| 33  | 28. Oktober 2017   | Dresden      | Messe Dresden Halle 1 |
| 32  | 23. September 2017 | Stuttgart    | Carl Benz Arena       |
| 31  | 13. Mai 2017       | Oberhausen   | König-Pilsener-Arena  |
| 30  | 22. April 2017     | Ludwigshafen | Friedrich-Ebert-Halle |
| 29  | 18. Februar 2017   | München      | Kleine Olympiahalle   |
| 28  | 28. Januar 2017    | Hannover     | Swiss Life Hall       |
| 27  | 10. Dezember 2016  | Berlin       | Mercedes-Benz Arena   |
| 26  | 26. November 2016  | Basel        | St. Jakobshalle       |
| 25  | 5. November 2016   | Dresden      | Messe Dresden Halle 1 |
| 24  | 15. Oktober 2016   | Hamburg      | Barclaycard Arena     |
| 23  | 24. September 2016 | Stuttgart    | Carl Benz Arena       |
| 22  | 4. Juni 2016       | Wien         | Stadthalle Halle F    |
| 21  | 23. April 2016     | Ludwigshafen | Friedrich-Ebert-Halle |
| 20  | 12. März 2016      | München      | Kleine Olympiahalle   |
| 19  | 20. Februar 2016   | Hannover     | Swiss Life Hall       |
| 18  | 23. Januar 2016    | Oberhausen   | König-Pilsener-Arena  |
| 17  | 28. November 2015  | Stuttgart    | Carl Benz Arena       |
| 16  | 10. Oktober 2015   | Hamburg      | Barclaycard Arena     |
| 15  | 4. Juli 2015       | Berlin       | Tempodrom             |
| 14  | 25. April 2015     | Dresden      | Messe Dresden Halle 1 |
| 13  | 14. März 2015      | Hannover     | Swiss Life Hall       |
| 12  | 31. Januar 2015    | Oberhausen   | König-Pilsener-Arena  |
| 11  | 20. Dezember 2014  | Berlin       | Universal Hall        |
| 10  | 8. November 2014   | Stuttgart    | Carl Benz Arena       |
| 9   | 27. September 2014 | Hamburg      | O2 World              |
| 8   | 7. Juni 2014       | Berlin       | Tempodrom             |
| 7   | 1. Februar 2014    | Oberhausen   | König-Pilsener-Arena  |
| 6   | 14. Dezember 2013  | Berlin       | Universal Hall        |
| 5   | 6. März 2013       | Berlin       | Universal Hall        |
| 4   | 15. Dezember 2012  | Berlin       | Universal Hall        |
| 3   | 12. Mai 2012       | Berlin       | Universal Hall        |
| 2   | 17. Dezember 2011  | Berlin       | Universal Hall        |
| 1   | 18. Dezember 2010  | Berlin       | Universal Hall        |

## Livestream und Archiv
Seit 2017 bietet We Love MMA einen Livestream mit deutschen und englischen Kommentatoren an, der weltweit auf verschiedenen Sendern und Plattformen zu sehen ist. Zum Sommer 2018 schloss sich BILD an, um We love MMA live zu unterstützen. So werden, neben redaktionellen Aktivitäten, die Events von We Love MMA via BILDplus in Deutschland, Österreich und der Schweiz live übertragen. Auch in den USA, Frankreich und in weiteren Ländern kann man über die verschiedensten Plattformen „We love MMA“ live verfolgen. Ring TV ist der Streaming- und Pay-Per-View-Anbieter für Kampfsport in Frankreich. In Belgien und gesamt Asien ist Eleven Sports der Partner. In allen anderen Ländern ist der Zugriff über weitere Plattformen möglich.
Die Mediathek der letzten Events umfasst mittlerweile über 450 Videos.